# Calcis (Élide)
Calcis (en griego, Χαλκίς) es el nombre de una antigua ciudad griega de Élide.
Estrabón la ubica en una zona de la región de Trifilia llamada Macistia, cerca de un río llamado igualmente Calcis, de una fuente llamada Crunos (actualmente es la fuente Tavla) y no lejos de la ciudad de Sámico. Tanto Crunos como Calcis ya eran nombrados por Homero en la Odisea y ambas son citadas también en el Himno homérico a Apolo.